# Komańcza (stacja kolejowa)
Komańcza – stacja kolejowa w Polsce. Jest obsługiwana przez Polskie Koleje Państwowe.

## Ruch pasażerski
| Rok  | Wymiana pasażerska na dobę |
| ---- | -------------------------- |
| 2017 | 0-9                        |
| 2022 | 0-9                        |

## Opis
Linia kolejowa Łupków - Nowy Zagórz została oddana do użytku 12 listopada 1872. Prace przy budowie tunelu w Łupkowie zostały zakończone 30 maja 1874 i od tego momentu tą linią kolejową można było podróżować z Budapesztu do Przemyśla. Kolej w tym rejonie była najważniejszym i najbardziej popularnym środkiem transportu. Stopniowo zaczęły ją wypierać samochody i autobusy. Obecnie przez Komańczę jeżdżą tylko składy towarowe na Słowację a w wakacje również pociągi osobowe, które zostały zawieszone w 2011 roku.
Od 1 sierpnia 2015 roku powróciły szynobusy weekendowe, do ostatniej niedzieli września.